# Кедма
Кедма (ивр. קדמה‎, "прогресс") — молодёжная деревня в Южном округе Израиля, бывший киббуц.

## История
Киббуц был основан в Йом-Киппур 1946 года с 5 на 6 октября во время операции «11 населённых пунктов» в пустыне Негев.
Из-за социальных и экономических трудностей киббуц был закрыт в конце 1960-х годов и стал молодёжной деревней.
Представляет собой образовательно-терапевтическую базу, включающую в себя лицей, школу-интернат b лечебное учреждение для подростков 13—18 лет, бросивших учёбу.
Миссия учреждения состоит в равенстве и социальной справедливости путем образования, поэтому организация готовит учителей, верящих в то, что образование способствует социальной справедливости.

## Население
По данным Центрального статистического бюро Израиля, население на начало 2020 года составляло 141 человек.